# Wallenia urbaniana
Wallenia urbaniana är en viveväxtart som beskrevs av Carl Christian Mez. Wallenia urbaniana ingår i släktet Wallenia och familjen viveväxter. Inga underarter finns listade i Catalogue of Life.